# Toni Verde
Antonio [Toni] Verde (Napoli, 6 aprile 1954) è un musicista e compositore italiano.

## Carriera
Nel 1966, appena dodicenne, inizia la sua carriera, dopo un periodo di formazione musicale divisa fra studi classici di pianoforte e chitarra e studi di armonia e composizione.

### Come musicista e compositore

#### ISaint Just
All'inizio degli anni '70 fonda il gruppo folk-rock-progressive "Saint Just" e nel 1973 esordisce con l'omonimo album . Le musiche dei brani contenuti nell'album sono composte ed arrangiate da Verde.
Il lavoro proposto è una sorta di folk attualizzato con sfumature classiche che scava nella cultura italiana (e non) dei secoli scorsi, guardando con occhio particolare il medioevo, e può essere ricollegato a quello di artisti inglesi quali Pentangle, Third Ear Band, Steeleye Span. Saint Just è accolto con interesse e viene pubblicato con la storica etichetta inglese Harvest.
Anche i brani del secondo album, “La casa sul lago”, vedono Verde come compositore. In questo album c'è una profonda ricerca classica, come nel brano “Nella vita, un pianto”, eseguito da un'orchestra completa. Gli arrangiamenti di archi e fiati sono curati da Vince Tempera. Anche questa seconda produzione viene pubblicata dalla EMI-Harvest.
Nel corso della loro carriera, i Saint Just, parteciparono a concerti e raduni rock, tra i quali il concerto alla Mostra d’Oltremare di Napoli e l'evento storico “Re Nudo” nel 1975 al Parco Lambro di Milano , riscuotendo un buon successo.
Sono inoltre innumerevoli i concerti eseguiti in tutta Italia con i movimenti politici per sostenere le cause politiche di allora, tra cui il referendum sul divorzio.

#### Come solista
Nel 1977, dopo l'esperienza dei Saint Just , si trasferisce a Londra per registrare l'album da solista “Calypso” . Assistito da musicisti quali il noto jazzista Lol Coxhill, il pianista Vincent Crane (Atomic Rooster) e David Vorhaus (White Noise e ingegnere del suono dello staff Virgin), realizza un album completamente strumentale, una miscela di vari stili, con episodi di sperimentazione tra musica elettronica ed acustica. Viene ricordato come fra i primi esempi di acid jazz fusione tra musica progressive, elettronica, soul, jazz e ritmi centro americani. L'album è pubblicato su etichetta EMI – Harvest.

#### Altre esperienze e il periodo americano
Negli anni successivi si divide tra Roma, Londra e Los Angeles. In questo periodo avviene l'incontro artistico con il mondo teatrale e l'amicizia con Giorgio Albertazzi. Sono diverse le collaborazioni con l'attore per la realizzazione di musiche di scena per alcune tra le più particolari rappresentazioni teatrali in Italia.
In seguito decide di fermarsi qualche anno negli USA, per completare gli studi nella città di Los Angeles, dove con Penny Brown scrive brani pop per il mercato internazionale. Nel lungo periodo americano, oltre a perfezionare la tecnica di composizione, affronta gli studi anche come produttore discografico.

#### Il rientro in Italia
Alla metà degli anni ottanta ritorna in Italia e con Andy Luotto collabora alla trasmissione cult RAI “Quelli della Notte“di Renzo Arbore, scrivendo il brano musicale “Eat la pizza pie”  cantato dallo stesso Luotto, che viene inserito nella compilation cd della trasmissione.
Realizza poi le musiche di scena per la rappresentazione teatrale dissacrante e ironica di Andy Luotto che lo vedrà in tournée per tutta l'Italia; scrive, sempre per la Rai, la colonna sonora di uno dei film della serie “Che fai ridi?....” interpretato da Andy Luotto.
Alla fine degli anni '80 fonda, con il fratello Ciro Verde, l'etichetta discografica ACV Records .Compone e produce numerosi brani appartenenti alla cosiddetta “Dance made in Italy”. Successivamente entra a far parte dell'ACV Daniela Fusco; sarà lei a dare l'immagine grafica all'etichetta.

#### Come produttore
La creazione di suoni elettronici, spesso con ritmi hard house e la ricerca del suono come sperimentazione artistica suscita interesse per la ACV; come produttore conquista il mercato mondiale della musica elettronica portando al successo artisti come Robert Armani, Dave Clarke, Steve Poindexter, Paul Johnson e K-Alexi. Collabora con i maggiori DJ europei quali, Dave Angel, Joe Beltram e Sven Väth.
Produce oltre 1500 brani di musica techno, elettronica, house con tantissimi artisti in Europa, USA e Giappone, divenendo così, in Italia, il padre della musica techno.
Nel 1994 inizia a produrre musica pop-dance, riuscendo a raggiungere tutti i primi posti delle classifiche dei network nazionali più importanti come Radio Deejay, RDS, Radio 105, etcc... oltre ai magazine come Tv Sorrisi e Canzoni alla classifica ufficiale FIMI - Federazione Industria Musicale Italiana; con produzioni come Blackwood, grazie al quale gli viene assegnato il Disco di platino per i brani Ride on the Rhythm e Peace e il Disco D'oro per il brano My love for you.
Nel 1997 gli viene assegnato il Disco D'oro con Chase per i brani Obsession e Stay with me e con Gate per il brano Somebody to love.

#### Come Direttore Artistico
Nel 2000 crea con Daniela Fusco l'emittente satellitare musicale "Count Down Television", con la quale nel 2001 gli viene assegnato il premio “Hot Bird TV Awards ” come miglior canale musicale Europeo.
Da questo momento si sussegue una lunga serie di collaborazioni, come Direttore Artistico, con diverse emittenti televisive nazionali.
Nel 2005 i brani “Bambina” e “Fiume inondo”, pubblicati all'interno degli album dei Saint Just, vengono scelti dalla produzione Cecchi Gori Group per la colonna sonora del film “Cannabis Rock” di Franco Fornaris, mentre, nel 2006 il brano “Fiume inondo” viene scelto anche dal regista Andrea Camerini per “GrezzoFilm”, di produzione sempre Cecchi Gori.

## Gli anni 2000

### Il ritorno alla composizione
Negli anni 2000 è tornato a comporre, concentrandosi su uno stile “Pop Sinfonico”. Incide l'opera "Le Stagioni dell'Amore", che fonde lo stile sinfonico alle melodie più pop.

### Vita privata
Il 9 gennaio 2003 sposa la pittrice Daniela Fusco.

### Il musical fantasy L'Arca di giada
Dal 2010 è impegnato con il kolossal teatrale "L'Arca di giada" , nel duplice ruolo di regista e compositore delle musiche. Il progetto è un musical fantasy in 3D, che trae ispirazione dall'omonimo romanzo scritto e illustrato da Daniela Fusco; questo musical racconta una storia d'amore e di magia ambientata nell'epoca medioevale.
Le composizioni musicali, scritte e arrangiate da Verde, sono state incise da un'orchestra di 60 elementi che egli ha diretto. Verde guida anche il numeroso cast di oltre 30 elementi tra cantanti, ballerini e acrobati che si esibiscono, grazie all'utilizzo di proiezioni di ultima generazione, tra realtà e virtuale.
Il musical ha debuttato a dicembre 2010 al "Teatro Palladium".

### Unity
Il 21 giugno 2014, in contemporanea con l'uscita dell'album "Unity" e, in occasione della 20ª Festa Europea della Musica, è stato rappresentato nella cornice di Piazza di Spagna a Roma un Epic Live Set . L'album "Unity" nasce dalla fusione di più generi musicali e metaforicamente s'ispira all'unione dell'essere con il proprio universo per la creazione di una nuova dimensione.

## I riconoscimenti
Nel 1994 gli viene assegnato il Disco di platino (per i brani Ride on the Rhythm e Peace) e il Disco d'oro (per il brano My love for you) e appena tre anni dopo, nel 1997, vince il secondo Disco d'oro (con Chase per i brani Obsession e Stay with Me e con Gate per il brano Somebody to love). Ha ricevuto poi nel corso della sua carriera autorevoli recensioni, articoli e specials su tutti i più importanti giornali d'Europa. La Tv inglese ITV ha realizzato uno special dedicato all'ACV che era l'etichetta cult del momento e il londinese DJ Magazine la definì “come la più ambiziosa etichetta dai tempi della Motown”; ma non è tutto poiché è stata l'unica etichetta italiana entrata al quarto posto nell'ambitissima classifica vendite del settimanale Melody Maker e del New Musical Express. È stata la prima label dance elettronica ad approdare in Russia organizzando un evento all'interno del palazzo dello sport di Mosca ed a partecipare alla Love Parade in Germania, oltre a numerosi eventi nei più importanti club del mondo.

## Discografia
Album
- 1977 - Calypso (Harvest)
- 2013 - The World to Come
- 2014 - Unity
- 2015 - The Dragon's Empire
- 2015 - Heros of Galaxy
- 2015 - Solo Piano
- 2015 - Frames
- 2016 - Reminiscences
- 2016 - Departures
- 2017 - Perceptions
- 2017 - Inspiring
- 2019 - Duality
- 2020 - Cosmic Ray Subsystem
- 2020 - Guardian of Time
- 2020 - Odys-sey